# Lucie Castets
Lucie Castets (Caen, 1987 ) is een Franse ambtenaar. Ze werd in 2024 voor de functie van premier van Frankrijk voorgesteld door Nieuw Volksfront.